# Orígenes Seguros
Orígenes Seguros es una compañía de seguros que opera en Argentina. Con más de dos millones de asegurados y 21.900 millones pesos de activos bajo gestión, es una de las empresas con mayor crecimiento del mercado de seguros de personas a nivel nacional, posicionándose como empresa líder en los segmentos de Retiro y Vida. Su cartera de seguros de retiro tiene treinta años de experiencia en el sector financiero y de seguros en Argentina, y administra una cartera de inversiones que supera los 21 mil millones de pesos. Actualmente, su presidente es Pablo Bernardo Peralta y su vicepresidente, Roberto Domínguez.

## Historia
Orígenes es una empresa que nació como Administradora de Fondos de Jubilaciones y Pensiones con el nombre de Orígenes AFJP, a partir de la reforma previsional del año 1993, promulgada en Argentina durante el gobierno de Carlos Menem. Era una empresa dedicada a administrar los fondos generados con los aportes jubilatorios realizados por los trabajadores que optaran por ser incluidos en el régimen de capitalización individual ofrecido por la compañía.
En 2007 la compañía fue adquirida por el grupo financiero holandés ING, en una transacción que se concretó en 280 millones de dólares y que representó la salida de los bancos Santander y Provincia del negocio previsional. La misma fue realizada en el marco de una estrategia del banco neerlandés de consolidarse a nivel latinoamericano en el segmento.
En 2008, mediante la ley 26.425 aprobada por el congreso argentino, se procedió a la estatización de todas las AFJP, perdiendo así Orígenes una gran parte de su negocio y cartera de asegurados.
En 2009, tras la cesión de su AFJP al Estado argentino, ING decidió vender la compañía aseguradora. La compañía fue adquirida por sus actuales accionistas y co-controlantes Grupo de Servicios y Transacciones (BST) y Grupo Dolphin Holding S.A. (cuyo accionista principal es el Grupo Emes, conformado por Marcos Marcelo Mindlin, Damián Miguel Mindlin, Ricardo Torres y Gustavo Mariani, dueños en partes iguales de la totalidad del capital accionario.
En 2010 los accionistas de la compañía de seguros de retiro Orígenes comenzaron un acuerdo de adquisición de Juncal Vida, operación que concretaron en 2011 cuando obtuvieron la aprobación de la Superintendencia de Seguros. A partir de ese entonces pasó a operar bajo el nombre de Orígenes Seguros de Vida.
Desde 2011 hasta la fecha, Grupo Orígenes incrementó en 1700% las primas emitidas en el segmento de retiros, manteniéndose así como uno de los líderes del sector.
En enero de 2019 la reforma impositiva permitió que las primas abonadas en concepto de Seguros de Vida y de Retiro sean deducibles del impuesto a las ganancias, acción que produjo un incremento en la generación y oferta de nuevos productos.

### Adquisición de BBVA Consolidar
En 2011, tras la estatización del sistema previsional en Argentina, Grupo Orígenes le compró a BBVA-Banco Francés su participación accionaria en Consolidar Seguros de Retiro, alcanzando así un 30% de participación en el mercado de seguros de retiro. La operación alcanzó los $380 millones.